# Tillandsia 'Tisn't'
Tillandsia 'Tisn't' es un cultivar híbrido del género Tillandsia perteneciente a la familia Bromeliaceae.
Es un híbrido creado en el año 1998 con las especies Tillandsia fuchsii × Tillandsia ionantha.